# Winamax
Winamax est un site de poker, de pari sportif en ligne et de ligue fantasy fondé en 1998.

## Historique
Winamax a été créé en 1998 par Max Derhy, un entrepreneur français, dirigeant du studio multimédia Arborescence, racheté en 1995 par Havas Interactive,. En février 2000, Robert Louis-Dreyfus et des investisseurs privés investissent deux millions d'euros dans la société Winamax Interactive. En mars 2000, sur l'idée de Robert Louis-Dreyfus, Winamax.com signe un partenariat avec TF1, qui devient son sponsor exclusif en France. Le propriétaire d'Adidas investit 2,7 millions d'euros dans Winamax.
Lors de son rachat en 2004 par le trio Alexandre Dreyfus, Alexandre Roos et Christophe Schaming, le site obtient une licence de bookmaker en Angleterre et est repositionné sur le poker en ligne en 2006. 
En mai 2009, les quatre actionnaires (Patrick Bruel, Marc Simoncini, Alexandre Roos et Christophe Schaming) déclarent se porter candidat à l’obtention d’une licence. La société est dirigée par Canel Frichet. 
En mai 2010, l'opérateur agréé par l'ARJEL lève 12 millions d'euros auprès du fonds d'investissement Idinvest.
Le siège de Winamax est perquisitionné à deux reprises, en 2021, par le Service central des courses et jeux. Une enquête judiciaire montre en 2022 que l'entreprise a violé plusieurs de ses obligations légales, notamment les obligations relatives à la lutte contre le blanchiment d’argent.

## Sélection des paris
L'entreprise réalise un classement des parieurs en cinq catégories en fonction de leurs gains, sur les paris dits « sportifs ». La petite minorité de joueurs aux gains importants est progressivement bridée dans ses paris, afin de limiter les gains potentiels. En revanche, les joueurs qui ont un historique de pertes sont particulièrement incités à jouer. Cette pratique, bien que déclarée illégale par le conseil d'État en mars 2021, perdure.

## Communication

### Réseaux sociaux
En août 2020, l'entreprise publie un tweet qualifié d'homophobe et suscite une polémique. Face à une menace de suspension de son activité, l'entreprise retire ses propos.

### Sponsoring
Winamax est partenaire de 4 clubs de Ligue 1 pour la saison 2016-2017 : l'Olympique de Marseille, FC Girondins de Bordeaux, l'OGC Nice et du FC Nantes. Winamax est également l'un des sponsors maillot de l'Olympique de Marseille (dos et short) pour les saisons 2015-2016 2016-2017 de Ligue 1. Winamax est également sponsor du LOSC et du FC Nantes depuis 2017. Le partenariat avec le FC Nantes est terminé depuis 2018, au profit de ParionsSport. 
En 2020, Winamax devient sponsor principal du Racing Club de Strasbourg pour une durée de trois ans.
En janvier 2022, le club des Girondins de Bordeaux rompt le contrat le liant à l'opérateur, invoquant une communication à l'encontre des valeurs du club sur les réseaux sociaux.
En juillet 2024, le VfB Stuttgart a annoncé la résiliation anticipée de son contrat avec Winamax, effective à l'été 2025. Avant de remporter la Coupe d'Allemagne de football 2024-2025, le club avait annoncé que le logo de Winamax sur le maillot de l'équipe de Stuttgart avait été remplacé par celui du nouveau sponsor pour la finale, invoquant des raisons commerciales. En juin 2025, le VfB Stuttgart a intenté une action en justice contre le sponsor, arguant que Winamax avait suspendu ses paiements au printemps 2025 et n'avait toujours pas payé après de nombreux rappels.

## Agrément ARJEL
En mai 2014, Winamax reçoit un agrément pour les paris-sportifs par l'ARJEL (Autorité de Régulation des Jeux En Ligne).